# Joakim Göthberg
Joakim "Jocke" Göthberg es un músico sueco de heavy metal y hardcore punk, también conocido como Grave y Af Gravf.

## Historia
Göthberg comenzó a tocar la batería cuando tenía 10 años de edad. Más tarde, formaría parte del grupo Marduk
, donde también participó como vocalista en algunos álbumes. Tiempo después formaría el grupo Darkified, pero después del primer álbum se separaron. En 1995, Jocke salió de Marduk y poco después se unió a Cardinal Sin junto con John Zwetsloot y Magnus "Devo" Andersson. En esta banda, Jock tomaba el papel de baterista y vocalista al mismo tiempo.
En 1995, Jesper Strömblad, guitarrista de In Flames, se puso en contacto con Göthberg ya que quería que cantara en dos canciones para su próximo álbum, The Jester Race, ya que en ese momento In Flames no tenía un vocalista. Esta reunión dio pie a que tiempo después ambos formaran la banda Dimension Zero. Göthberg también forma parte de las bandas Nifters y Wolfbrigade.

## Discografía
Con Dimension Zero
- Penetrations from the Lost World EP (1997), War Music
- Silent Night Fever (2002), Regain
- This Is Hell (2003)
- He Who Shall Not Bleed (2007), Vic Records/Regain Records

Con Marduk
- Dark Endless (1992), Regain
- Those of the Unlight (1993), Osmose Productions
- Opus Nocturne (1994), Osmose Productions
- Fuck Me Jesus EP (1995), Osmose

Con Darkfield
- Sleep Forever EP (1992)
- A Dance on the Grave (compilación, 1995)

Con Moment Maniacs
- Two Fucking Pieces (1998)

Con Cardinal Sin
- Spiteful Intents (1996)

Como invitado
- In Flames - Subterranean EP, voz en Dead Eternity, (1994), Wrong Again Records
- Marduk - Rom 5:12, voz en Cold Mouth Prayer (2005), Blooddawn Productions